# Dieter Prestin
Dieter Prestin (født 23. august 1956 i Hürth, Vesttyskland) er en tysk tidligere fodboldspiller (forsvarer).
Prestin spillede hele sin karriere, fra 1975 til 1989, hos FC Köln. Med klubben vandt han både det tyske mesterskab og tre udgaver af DFB-Pokalen. Han var også med til at nå finalen i UEFA Cuppen i 1986, der dog blev tabt til spanske Real Madrid.

## Titler
Bundesligaen
- 1978 med FC Köln

DFB-Pokal
- 1977, 1978 og 1983 med FC Köln